# ۱۴۸ (قمری)
۱۴۸ قمری، یکصد و چهل و هشتمین سال در تقویم هجری قمری است.

## زادگان
- دعبل خزاعی، شاعر و مدیحه‌سرای اهل بیت
- ۱۱ ذیقعده: علی بن موسی الرضا هشتمین امام شیعیان اثنی عشری.

## درگذشتگان
- ۲۵ شوال: جعفر صادق ششمین امام شیعیان اثنی عشری.